# Рысмамбетова, Умуткер Калыевна
Умутке́р Калы́евна Рысмамбе́това (кирг. Үмүткөр Калыевна Рысмамбетова; 1932, село Ак-Сай, Иссык-Кульская область — 2015, Боконбаево, Иссык-Кульская область) — врач-акушер-гинеколог, заведующая отделением районной больницы Тонского района Киргизской ССР. Герой Социалистического Труда (1969). Депутат Верховного Совета СССР 8-го созыва.

## Биография
Родилась в 1932 году в крестьянской семье в селе Ак-Сай (ныне — Тонского района).
В 1958 году окончила Киргизский медицинский институт в городе Фрунзе, после чего до 1966 года работала врачом-акушером в районной больнице в селе Боконбаево. С 1966 по 1984 года — заместитель главного врача, заведующая отделением в той же больнице.
Указом Президиума Верховного Совета СССР от 4 февраля 1969 года удостоена звания Героя Социалистического Труда с вручением ордена Ленина и золотой медали «Серп и Молот».
Избиралась депутатом (от Киргизской ССР) Совета Национальностей Верховного Совета СССР 8-го созыва (1970—1974).
С 1985 по 1995 года — начальник отдела районного управления здравоохранения. С 1995 года — на пенсии. Умерла в 2015 году.

### Семья
Муж — Нурсалы (Муюмга) Солтоев.